# 茨城県道504号潮来土浦自転車道線
茨城県道504号潮来土浦自転車道線（いばらきけんどう504ごう いたこつちうらじてんしゃどうせん）は、かつて、茨城県潮来市から行方市、かすみがうら市を経て、土浦市に至る自転車専道として認定されていた県道（自転車道）である。別名、「霞ヶ浦自転車道」ともよばれる。
2016年3月31日に廃止され、翌4月1日に茨城県道501号桜川土浦自転車道線と統合し茨城県道505号桜川土浦潮来自転車道線となった。

## 概要
霞ヶ浦の東側湖岸沿いに延びる茨城県道に認定された大規模自転車道で、計画延長は約40 kmに及んだ。従来より存在した霞ヶ浦湖岸の堤防上にある護岸管理道路を利用・整備して、潮来市牛堀の水郷北斎公園を起点に、行方市沿岸地域を経由して霞ヶ浦大橋を渡り、かすみがうら市沿岸地域を通過して土浦市川口の土浦港付近まで至る自転車道が完成する予定としていた。当県道として路線廃止された2016年3月末までの期間中までに、全線のなかで、潮来市と行方市の一部区間および、かすみがうら市田伏〜牛渡地区の整備が行われ、全線の整備完了まで至らずに終わったが、2015年に茨城県が全国屈指の大規模自転車道の整備を目指す「（仮称）水郷筑波サイクリングコース」とよばれる新たな水郷筑波サイクリング環境整備事業を行う動きが出たことに伴い、茨城県道501号桜川土浦自転車道線（つくばりんりんロード）と統合される形で誕生した新路線である茨城県道505号桜川土浦潮来自転車道線にその後を引き継ぐこととなった。

### 路線データ
- 起点：茨城県潮来市牛堀
- 終点：茨城県土浦市川口1丁目
- 重要な経過地：行方市、かすみがうら市[4][注釈 1]
- 総延長：12.374 km[5]
- 重用延長：0.029 km[5]
- 未供用延長：なし[5]
- 実延長：12.345 km[5]
- 計画延長：約40 km

### 通称・愛称
- 霞ヶ浦自転車道

## 歴史
2000年（平成12年）10月19日、県道牛堀土浦自転車道線として路線認定され、翌2001年（平成13年）4月には「平成の大合併」で牛堀町が潮来町に編入されて潮来市となったことに伴って路線名称を県道潮来土浦自転車道線に改称している。路線認定後から2014年現在まで全線開通には至っていないが、地道ながらも毎年徐々に部分開通させており供用区間の延長を伸ばし続けていた。
2016年（平成28年）3月31日に路線廃止となり、翌4月1日に茨城県道501号桜川土浦自転車道線と統合されて茨城県道505号桜川土浦潮来自転車道線となった。

### 年表
- 2000年（平成12年）10月19日：牛堀土浦自転車道線（整理番号504）として新規路線認定される[6]。
- 2001年（平成13年）4月1日：現在の路線名である潮来土浦自転車道線に改称される[7]。
- 2002年（平成14年）
  - 4月8日：潮来市永山地内（延長1,382 m）と、行方郡麻生町大字麻生 - 同郡同町大字島並の道路区域（延長1,776 m）が決定する[8]。
  - 6月24日：行方郡玉造町大字手賀 - 同町大字手賀 の道路区域（延長765 m）が決定する[9]。
- 2003年（平成15年）7月17日：玉造町大字手賀地内（延長合計902 m）と、同町字高須甲地内の一部区間（延長460 m）と、新治郡霞ヶ浦町大字田伏 - 同町大字坂の区間（延長合計1,257 m）が開通する[10]。
- 2005年（平成17年）9月15日：玉造町字高須甲地内の一部区間（延長156 m+221 m）の既存道路が当自転車専用道路等に指定される[11]。
- 2006年（平成18年）
  - 3月30日
    - 潮来市永山地内の一部区間（延長計864 m）を自転車歩行者専用道路等に指定し供用開始[12]。
    - 行方市麻生 - 同市島並字中ノ台257番2地先までと、行方市島並字馬場先129番2地先 - 同市島並の一部区間（延長計734 m）を自転車歩行者専用道路等に指定し供用開始[13]。

  - 3月31日：かすみがうら市大字志戸崎地内の自転車歩行者専用道路区間（延長1,171 m）と、かすみがうら市大字牛渡の一部区間（延長171 m+776 m+433 m）が開通する[14]。
- 2009年（平成21年）
  - 3月19日：かすみがうら市牛渡地内の一部区間（延長121 m）が開通する[15]。
  - 3月23日：潮来市大字永山地内の一部区間（延長357 m）が開通[16]。
  - 9月28日：潮来市永山（起点付近）の一部区間（62 m）を指定除外する[17]。
- 2012年（平成24年）2月16日：かすみがうら市牛渡地内の一部区間（延長304 m）が開通[18]。
- 2013年（平成25年）7月11日：かすみがうら市牛渡地内の一部区間（延長210 m）が開通[19]。
- 2014年（平成26年）7月22日：かすみがうら市牛渡地内の一部区間（延長442 m）が開通[20]。
- 2015年（平成27年）4月30日：かすみがうら市牛渡地内の一部区間（延長237 m）が開通[21]。
- 2016年（平成28年）
  - 3月31日：桜川土浦自転車道線・潮来土浦自転車道線が路線廃止される[4]。
  - 4月1日：前日に廃止された2路線を統合し、県道桜川土浦潮来自転車道線（整理番号505）として路線認定[3]。

## 重複区間
- 国道354号（霞ヶ浦大橋、行方市玉造 - かすみがうら市田伏）
- 茨城県道263号土浦港線（土浦市川口2丁目）

## 地理
本路線を通じて、霞ヶ浦の沿岸に点在する公園や文化施設を結ぶ水辺の交流ネットワークを形成する計画である。地勢は、霞ヶ浦湖畔の堤防を利用した平坦な自転車道で、霞ヶ浦湖畔の自然を堪能することができる。国道354号とは、霞ヶ浦大橋の歩道で重複する。

### 通過する自治体
- 茨城県
  - 潮来市 - 行方市 - かすみがうら市 - 土浦市

### 交差する道路
- 国道354号（行方市玉造）
- 国道354号（かすみがうら市田伏）
- 茨城県道263号土浦港線（土浦市川口2丁目）
- 茨城県道263号土浦港線（土浦市川口2丁目）
- 茨城県道501号桜川土浦自転車道線（土浦市川口1丁目）

### 沿線
- 霞ヶ浦
- 水郷北斎公園（潮来市牛堀）
- 麻生温泉・白帆の湯（行方市麻生）
- 天王崎公園（行方市麻生）
- 高須崎公園（行方市玉造）
- 道の駅たまつくり（行方市玉造）
- 歩崎公園、かすみがうら市水族館（かすみがうら市坂）